# Homidiana strandi
Homidiana strandi är en fjärilsart som beskrevs av Pfeiffer 1916. Homidiana strandi ingår i släktet Homidiana och familjen Sematuridae. Inga underarter finns listade i Catalogue of Life.